# اینتروورژن سافت‌ویر
اینترووِرژن سافت‌ویر (به انگلیسی: Introversion Software) یک شرکت بریتانیایی توسعه‌دهنده بازی‌های ویدئویی مستقر در واتون-آن-تیمز است.

## تاریخچه
این شرکت در سال ۲۰۰۱ توسط سه دوست یعنی کریس دیلی، مارک موریس و توماس آروندل که یکدیگر را به عنوان دانشجو در کالج سلطنتی لندن ملاقات کردند، تأسیس شد. این شرکت در ابتدا با برچسب «برنامه‌نویسان آخر اتاق خواب» شروع به کار کرد، با توجه به این‌که این سه نفر خارج از خانه خود کار می‌کردند. آن‌ها در نهایت و در هنگام کار بر روی چهارمین بازی‌شان، مالتی‌ونیا به یک دفتر نقل مکان کردند. اولین بازی منتشر شده توسط آنان، اتصال بالایی بود، که تقریباً به‌طور انحصاری توسط کریس دیلی برنامه‌نویسی و طراحی شد و مارک و توماس بازاریابی، مواد و دیگر عناصر کسب و کار را بر عهده داشتند. سرمایه‌گذاری کوچک اولیه آن‌ها، آنان را قادر کرد تا سی‌دی-آر و کارتریج جوهرافشان بخرند. نسخه‌های اولیه این بازی دست‌ساز بودند. این شرکت در عرض چند ساعت توانست سرمایه‌گذاری خود را جبران کند و سفارش‌های زیادی برای آن ثبت شد. یک اجتماع بزرگ تشکیل شد و گروه، همراه با یک برنامه‌نویس جدید، اندی بین‌بریج، بر روی دو بازی جدید شروع به کار کردند.
داروینیا منتشر شد و منتقدها بسیار آن را تحسین کردند و در نهایت دوباره از طریق استیم در ۱۴ ژوئیه ۲۰۰۵ منتشر شد. در ۲۹ سپتامبر ۲۰۰۶ اینتروورژن سافت‌ویر سومین بازی خود، دف‌کان، را منتشر کرد. کمی بعد، پهنای باند اندازه‌گیری شده اینتروورژن برای اولین بار به حد ترابایت رسید. کمی پس از انتشار دف‌کان، اینتروورژن شروع به کار بر روی چهارمین بازی اش یعنی خرابکاری کرد. با این حال، بازی بعدی آن‌ها، مالتی‌ونیا بود؛ یک بازی ویدئویی چندنفره در ادامه داروینیا که در ۱۹ سپتامبر ۲۰۰۸ منتشر شد. با وجود یکسان بودن نمرات اجتماع و بازیکنان بازی‌های ویدئویی مستقل به هر دو عنوان، فروش این بازی در حد دف‌کان نبود.
داروینیا و مالتی‌ونیا در نهایت به اکس‌باکس ۳۶۰ منتقل شدند و این منجر به انتشار مشروط بازی داروینیا+ گردید، که شامل هر دو بازی می‌شد و در ۱۰ فوریه ۲۰۰۸ در اکس باکس لایو آرکید منتشر شد.

### معوق شدن خرابکاری و اعلان معمار زندان
پس از انتشار مالتی‌ونیا در سال ۲۰۰۸ اینتروورژن اعلام کرد که در دسامبر همان سال بر روی بازی دیگری به نام خرابکاری کار خواهد کرد. خبرها در مورد بازی مذکور به‌طور مداوم در وبلاگ این شرکت منتشر می‌شد. خبرها معمولاً در مورد نحوه کدنویسی بازی و ویژگی تولید رویه‌ای آن در مناطق شهری بود؛ اما در نهایت، در اکتبر ۲۰۱۱ و پس از ۳ سال کار روی خرابکاری، شرکت توسعه آن را متوقف کرده و اعلام کرد که بر روی پروژه جدیدی کار خواهد کرد.
پس از مدت کوتاهی، بازی جدید این شرکت یعنی معمار زندان معرفی شد. نسخه آلفای این بازی در سال ۲۰۱۲ منتشر شد.

### عرضه اسکنر سومبر
در ۲۶ آوریل ۲۰۱۷، اینتروورژن سافت‌ویر از بازی تازه خود به نام اسکنر سومبر رونمایی کرد، و در کنار آن همچنان به پشتیبانی از معمار زندان ادامه داد.